# Juan Nicolás de Aguirre Barrenechea
Juan Nicolás de Aguirre y Barrenechea (Santiago de Chile; 1698 - f. Santiago de Chile; 1 de marzo de 1772) fue un aristócrata, militar, político y filántropo chileno.

## Orígenes
Nació en Santiago de Chile en 1698 y fue bautizado en el Sagrario de la catedral de esta ciudad el 3 de febrero de 1700, como hijo legítimo de Pedro Ignacio de Aguirre e Illaradi, Capitán de los Reales Ejércitos de Su Majestad, y de Juana de Barrenechea y Díaz-Pimienta. Falleció, también en Santiago, el 13 de mayo de 1772.

## Trayectoria
En 1734 fue nombrado alcalde ordinario de Santiago de Chile y en 1742 corregidor, promoviendo desde sus cargos a nivel municipal importantes iniciativas, como la apertura del Canal del Maipo. Como filántropo, Aguirre creó el primer correo santiaguino y fundó la Casa de Huérfanos y Asilo de arrepentidas, que daría el nombre a la actual calle Huérfanos.
En 1744 Juan Nicolás de Aguirre y su mujer Ignacia Diez de Aséndegui vincularon con un mayorazgo la herencia otorgada por sus padres Pedro Ignacio de Aguirre e Illaradi y Juana de Barrenechea y Díaz Pimienta (que comprendía todo el sector al sur del río Mapocho, la chacra Manquehue, conocida hoy como Lo Gallo, en Vitacura) con su viña y casa.

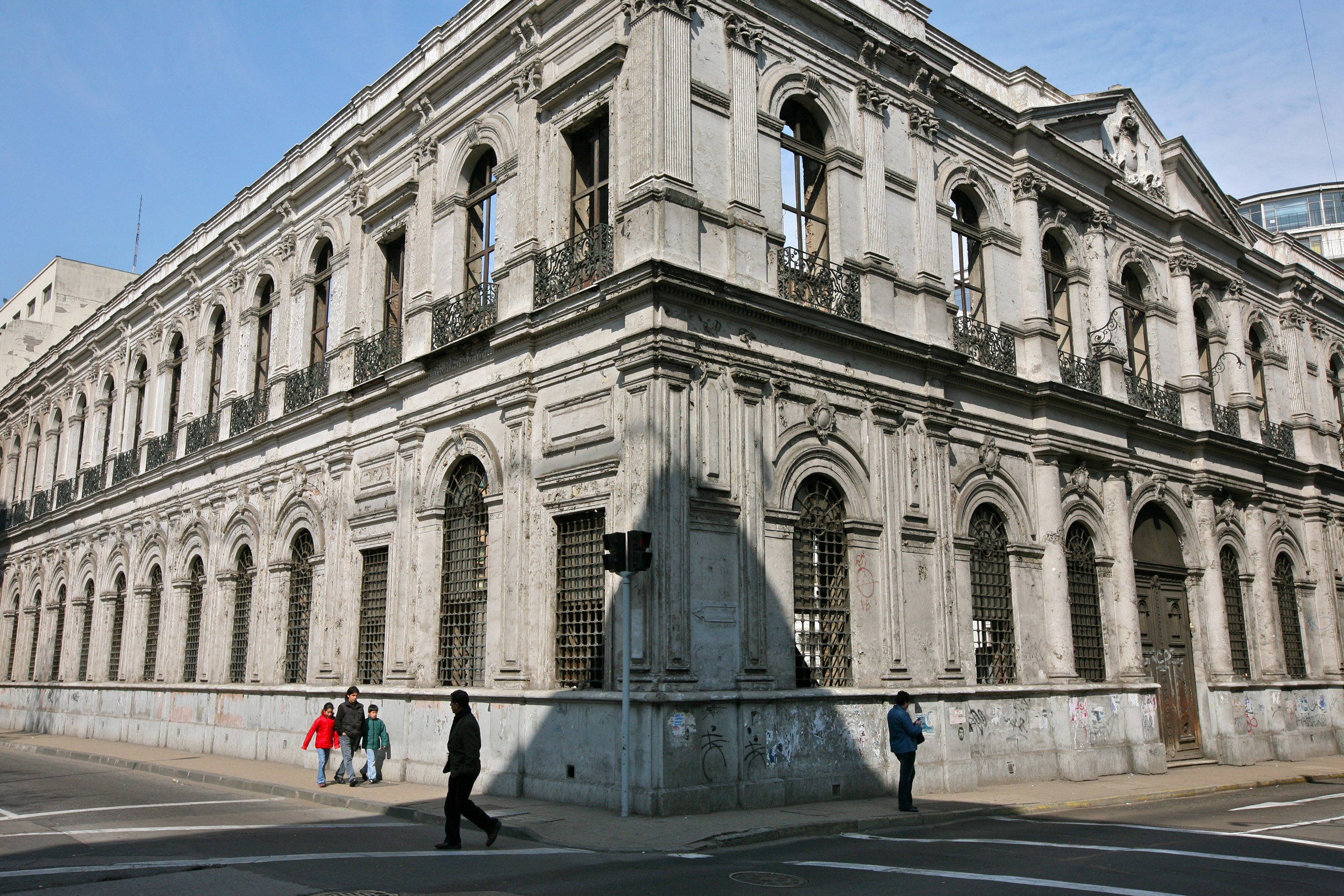
Palacio Larraín Zañartu. En este solar se ubicó la casa del primer Marqués de Montepío, D. Juan Nicolás de Aguirre y Barrenechea.

El mayorazgo incluía además dos propiedades: la casa que habían comprado en calle Compañía y que perteneció por más de 170 años entre sus descendientes (hasta que la compró el diario El Mercurio) y la estancia Pudahuel, que compraron a don Pedro Prado, al inicio del camino a Valparaíso (parte de este sector conocido actualmente como Lomas de Lo Aguirre). También se hicieron dueños de otra pequeña chacra que más tarde fue conocida como Los Castaños, al oriente de la ciudad. 
El 9 de octubre de 1764, el rey Carlos III le otorgó el título de Marqués de Montepío, que al morir, pasó a su hijo José Santos de Aguirre y Diez de Aséndegui y luego, en 1816 a José Fermín de Aguirre y Boza de Lima, y más tarde a Josefa de Aguirre y Boza de Lima, casada con Martín de Larraín y Salas recayendo en esta familia el título. Posteriormente, los derechos sucesorios recayeron en el hijo de estos últimos, José Joaquín de Larraín y Aguirre, luego al hijo de éste José Ignacio de Larraín y Landa. En el siglo XX el Marquesado fue rehabilitado por Mariano de Fontecilla y Varas.
Los restos de Juan Nicolás de Aguirre y Barrenechea descansan en la Iglesia de Santo Domingo.